# Xindl X
Ondřej Ládek (*Praag, 16 augustus 1979), beter bekend onder zijn artiestennaam Xindl X, is een Tsjechische singer-songwriter en scenarioschrijver.

## Bandleden
Tijdens optredens maakt Ládek gebruik van een vaste formatie bestaande uit:
- David Landštof – Drums
- Josef Štěpánek – Gitaar
- Jan Cidlinský – Basgitaar
- Dalibor Cidlinský Jr. – Toetsen, banjo en gitaar

## Discografie

### Studioalbums
- 2008 – Návod ke čtení manuálu
- 2010 – Praxe relativity
- 2011 – Xpívánky

### Compilatiealbum
- 2011 – Lidice OST